# Associazione Sportiva Siracusa 1948-1949
Questa voce raccoglie le informazioni riguardanti l'Associazione Sportiva Siracusa nelle competizioni ufficiali della stagione 1948-1949.

## Rosa
| N. |                   | Ruolo | Calciatore         |
| -- | ----------------- | ----- | ------------------ |
|    | Italia (bandiera) | P     | Pasquale Atripaldi |
|    | Italia (bandiera) | P     | Remo Peroncelli    |
|    | Italia (bandiera) | D     | Giovanni Cascio    |
|    | Italia (bandiera) | D     | Giuseppe De Caro   |
|    | Italia (bandiera) | D     | Armando Fallanca   |
|    | Italia (bandiera) | D     | Giuseppe Marchetto |
|    | Italia (bandiera) | D     | Loris Mignatti     |
|    | Italia (bandiera) | C     | Dino Bovoli        |
|    | Italia (bandiera) | C     | Giacomo Mele       |
|    | Italia (bandiera) | C     | Giuseppe Polo      |

| N. |                   | Ruolo | Calciatore        |
| -- | ----------------- | ----- | ----------------- |
|    | Italia (bandiera) | C     | Oreste Roccasecca |
|    | Italia (bandiera) | C     | Egizio Rubino     |
|    | Italia (bandiera) | C     | Sergio Trevisan   |
|    | Italia (bandiera) | C     | Bruno Ziz         |
|    | Italia (bandiera) | A     | Umberto Badii     |
|    | Italia (bandiera) | A     | Luciano Cavaleri  |
|    | Italia (bandiera) | A     | Bruno Micheloni   |
|    | Italia (bandiera) | A     | Piero Suppi       |
|    | Italia (bandiera) | A     | Ernani D'Alconzo  |

## Risultati

### Serie B

#### Girone di andata
| 19 settembre 1948 1ª giornata | Siracusa | 6 – 2 | Lecce |  |

| 26 settembre 1948 2ª giornata | Pro Sesto | 1 – 1 | Siracusa |  |

| 3 ottobre 1948 3ª giornata | Legnano | 5 – 2 | Siracusa |  |

| 10 ottobre 1948 4ª giornata | Siracusa | 1 – 0 | Pisa |  |

| 17 ottobre 1948 5ª giornata | Siracusa | 2 – 3 | Seregno |  |

| 24 ottobre 1948 6ª giornata | Napoli | 3 – 0 | Siracusa |  |

| 31 ottobre 1948 7ª giornata | Empoli | 1 – 0 | Siracusa |  |

| 4 novembre 1948 8ª giornata | Siracusa | 3 – 0 | Salernitana |  |

| 7 novembre 1948 9ª giornata | Arsenaltaranto | 6 – 0 | Siracusa |  |

| 14 novembre 1948 10ª giornata | SPAL | 2 – 0 | Siracusa |  |

| 21 novembre 1948 11ª giornata | Siracusa | 3 – 1 | Parma |  |

| 27 ottobre 1946 12ª giornata | Siracusa | 1 – 0 | Alessandria |  |

| 5 dicembre 1948 13ª giornata | Como | 3 – 0 | Siracusa |  |

| 30 dicembre 1948 14ª giornata | Cremonese | 4 – 2 | Siracusa |  |

| 12 dicembre 1948 15ª giornata | Spezia | 2 – 2 | Siracusa |  |

| 19 dicembre 1948 16ª giornata | Siracusa | 2 – 2 | Verona |  |

| 26 dicembre 1948 17ª giornata | Siracusa | 1 – 0 | Reggiana |  |

| 2 gennaio 1949 18ª giornata | Venezia | 2 – 0 | Siracusa |  |

| 6 gennaio 1949 19ª giornata | Siracusa | 3 – 0 | Pescara |  |

| 9 gennaio 1949 20ª giornata | Siracusa | 2 – 0 | Brescia |  |

| 16 gennaio 1949 21ª giornata | Vicenza | 4 – 0 | Siracusa |  |

#### Girone di ritorno
| 23 gennaio 1949 22ª giornata | Lecce | 1 – 2 | Siracusa |  |

| 30 gennaio 1949 23ª giornata | Siracusa | 1 – 0 | Pro Sesto |  |

| 6 febbraio 1949 24ª giornata | Siracusa | 4 – 1 | Legnano |  |

| 13 febbraio 1949 25ª giornata | Pisa | 6 – 2 | Siracusa |  |

| 20 febbraio 1949 26ª giornata | Seregno | 4 – 0 | Siracusa |  |

| 6 marzo 1949 27ª giornata | Siracusa | 1 – 0 | Napoli |  |

| 13 marzo 1949 28ª giornata | Siracusa | 4 – 3 | Empoli |  |

| 20 marzo 1949 29ª giornata | Salernitana | 2 – 0 | Siracusa |  |

| 3 aprile 1949 30ª giornata | Siracusa | 3 – 1 | Arsenaltaranto |  |

| 10 aprile 1949 31ª giornata | Siracusa | 2 – 1 | SPAL |  |

| 17 aprile 1949 32ª giornata | Parma | 1 – 0 | Siracusa |  |

| 24 aprile 1949 33ª giornata | Alessandria | 0 – 0 | Siracusa |  |

| 1º maggio 1949 34ª giornata | Siracusa | 2 – 1 | Como |  |

| 8 maggio 1949 35ª giornata | Siracusa | 2 – 1 | Cremonese |  |

| 15 maggio 1949 36ª giornata | Siracusa | 0 – 1 | Spezia |  |

| 29 maggio 1949 37ª giornata | Verona | 0 – 0 | Siracusa |  |

| 5 giugno 1949 38ª giornata | Reggiana | 2 – 1 | Siracusa |  |

| 12 giugno 1949 39ª giornata | Siracusa | 0 – 0 | Venezia |  |

| 19 giugno 1949 40ª giornata | Pescara | 1 – 0 | Siracusa |  |

| 26 giugno 1949 41ª giornata | Brescia | 2 – 0 | Siracusa |  |

| 3 luglio 1949 42ª giornata | Siracusa | 0 – 1 | Vicenza |  |

## Statistiche

### Statistiche di squadra
| Competizione | Punti | In casa | In casa | In casa | In casa | In casa | In casa | In trasferta | In trasferta | In trasferta | In trasferta | In trasferta | In trasferta | Totale | Totale | Totale | Totale | Totale | Totale |
| Competizione | Punti | G       | V       | N       | P       | Gf      | Gs      | G            | V            | N            | P            | Gf           | Gs           | G      | V      | N      | P      | Gf     | Gs     |
| ------------ | ----- | ------- | ------- | ------- | ------- | ------- | ------- | ------------ | ------------ | ------------ | ------------ | ------------ | ------------ | ------ | ------ | ------ | ------ | ------ | ------ |
| Serie B      | 40    | 21      | 16      | 2       | 3       | 43      | 18      | 21           | 1            | 4            | 16           | 12           | 52           | 42     | 17     | 6      | 19     | 55     | 70     |

### Statistiche dei giocatori
| Giocatore     | Serie B  | Serie B |
| Giocatore     | Presenze | Reti    |
| ------------- | -------- | ------- |
| P. Atripaldi  | 7        | 0       |
| U. Badii      | 16       | 3       |
| D. Bovoli     | 33       | 0       |
| G. Cascio     | 33       | 0       |
| L. Cavaleri   | 22       | 7       |
| E. D'Alconzo  | 38       | 11      |
| G. De Caro    | 1        | 0       |
| A. Fallanca   | 24       | 0       |
| G. Marchetto  | 24       | 0       |
| G. Mele       | 17       | 4       |
| B. Micheloni  | 34       | 9       |
| L. Mignatti   | 30       | 0       |
| R. Peroncelli | 38       | 0       |
| G. Polo       | 35       | 8       |
| O. Roccasecca | 39       | 0       |
| E. Rubino     | 36       | 5       |
| S. Trevisan   | 9        | 3       |
| B. Ziz        | 29       | 3       |